# Midland County (Michigan)
Midland County je okres ve státě Michigan v USA. K roku 2010 zde žilo 83 629 obyvatel. Správním městem okresu je Midland. Celková rozloha okresu činí 1 367 km².

## Sousední okresy
| Růžice kompasu | Clare County    | Gladwin County            |                | Růžice kompasu |
| Růžice kompasu | Isabella County | Sever                     | Bay County     | Růžice kompasu |
| Růžice kompasu | Isabella County | Midland County (Michigan) | Bay County     | Růžice kompasu |
| Růžice kompasu | Isabella County | Jih                       | Bay County     | Růžice kompasu |
| Růžice kompasu |                 | Gratiot County            | Saginaw County | Růžice kompasu |